# Stanisławów Duży
Stanisławów Duży (prononciation : [staniˈswavuf ˈduʐɨ]) est un village polonais de la gmina de Kamionka dans le powiat de Lubartów de la voïvodie de Lublin dans l'est de la Pologne.
Il se situe à environ 6 kilomètres à l'ouest de Kamionka (siège de la gmina), 16 kilomètres à l'ouest de Lubartów (siège du powiat) et 28 kilomètres au nord-ouest de Lublin (capitale de la voïvodie).

## Histoire
De 1975 à 1998, le village est attaché administrativement à l'ancienne Voïvodie de Lublin.

Depuis 1999, il fait partie de la nouvelle voïvodie de Lublin.